# Berching
Berching là một đô thị ở Neumarkt bang Bayern thuộc nước Đức.